# Ингрид Датская
Ингрид Свенсдоттир Датская (Ингерид; дат. Ingerid Swendsdatter; ум. после 1093) — датская принцесса, королева Норвегии, жена Олава III.
Ингрид Свенсдоттир была дочерью короля Дании Свена II. Неизвестно, какая из его жён или наложниц была матерью Ингрид.
Она вышла замуж за Олава в 1067 году; брак был частью мирного договора между Данией и Норвегией. Она стала королевой Норвегии в том же году. Чтобы ещё больше укрепить альянс, сестра Олава Ингигерд Харальдсдоттир вышла замуж за короля Дании Олафа I, который был братом королевы Ингрид.
Ингрид Свенсдоттир была официальной супругой Олава и королевой. Сохранилось немного информации о ней как личности или как королеве. У Ингрид с Олавом не было детей. Считается (однако достоверных данных нет), что после смерти короля Олава в 1093 году вдовствующая королева Ингрид переехала в Согн и вышла замуж за Свейна Бриньюльфссона из Аурланда, в браке с которым у неё родилась была Халлкаттла. По всей видимости она сосредоточилась на семейной жизни, поскольку о её политической роли ничего не известно.